# Kerolin
Kerolin Nicoli Israel Ferraz kurz zumeist einfach nur Kerolin (* 17. November 1999 in Bauru) ist eine brasilianische Fußballspielerin.

## Karriere

### Klub
Sie spielte schon vor 2017 beim lokalen Valinhos Futebol Clube, bevor dieser dann von Ponte Preta übernommen wurde, hiernach verblieb sie auch bei diesem. Diese verliehen sie im Oktober kurzzeitig dann noch einmal an den Corinthians/Audax FC. Mit diesen gewann sie dann auch noch die Copa Libertadores 2017. Da Palmeiras im Dezember 2018 dringend eine Frauenmannschaft stellen musste, weil sie sonst nicht an der kommenden Copa Libertadores hätten teilnehmen können, kooperierten diese wieder mit der städtischen Mannschaft von Valinhos, welche von nun an als deren Mannschaft am Spielbetrieb teilnahmen. Für diese Mannschaft kam sie dann aber nie zum Einsatz, weil bei ihr ein im Dezember 2018 vorgenommener Dopingtest von einer Partie der Copa Libertadores 2018 positiv anschlug. Durch den Test wurden bei ihr Spuren von GW1516 gefunden. Daraufhin wurde sie für gut zwei Jahre gesperrt, zudem wurde auch ihre damalige Trainerin Ana Lúcia Gonçalves ein halbes Jahr später wegen Verdachts in Verwicklungen in weitere Dopingvergehen von Palmeiras entlassen.
Im April 2021 verließ sie nach dem Ablauf ihrer Sperre anschließend ihr Heimatland und schloss sich in Spanien dem Madrid CFF an. Im Januar 2022 unterschrieb sie schließlich einen Drei-Jahres-Vertrag in den USA beim Franchise North Carolina Courage.

### Nationalmannschaft
Mit der U17 nahm sie an der Weltmeisterschaft 2016 teil und kam hier in allen Gruppenspielen zum Einsatz. Auch mit der U20 nahm sie an einer Weltmeisterschaft teil. Bei der Ausgabe im Jahr 2018 wurde sie wieder in allen Spielen eingesetzt, schied mit ihrer Mannschaft aber auch hier wieder nach der Gruppenphase aus.
Bei der brasilianischen A-Nationalmannschaft hatte sie ihr Debüt im September 2018 bei einer 0:1-Freundschaftsspielniederlage gegen England. Aufgrund ihrer Dopingsperre kam sie dann aber über eine längere Zeit nicht mehr zum Einsatz und verpasste somit zudem auch die Weltmeisterschaft 2019. Nachdem Ablauf ihrer Sperre wurde sie dann im Januar 2021 erstmals wieder in den Kader der Nationalmannschaft berufen. Ihr erstes großes Turnier mit dieser Mannschaft war dann somit die Copa América 2022, bei welcher sie auch in jeder Partie in der Startelf stand und am Ende mit ihren Mitspielerinnen Südamerikameister wurde. Dies qualifizierte ihre Mannschaft dann zugleich auch noch für die Weltmeisterschaft 2023. Auch im Finalissima 2023 erhielt sie einen Startelfeinsatz, verlor hier aber am Ende mit ihrer Mannschaft gegen den Gegner England mit 3:5 im Elfmeterschießen.
Im Juli 2024 reiste Kerolin mit der Auswahl als Teil des Olympiakaders nach Paris. In dem Turnier wurde sie im ersten Spiel gegen Nigeria in der 83. Minute für  Gabi Nunes eingewechselt. Insgesamt bestritt Kerolin bei den Spielen fünf von sechs möglichen Spiele, welche sie ins Finale und zum Gewinn der Silbermedaille führten. Davon stand sie in einem in der Startelf und erzielte im Halbfinale gegen Spanien ihr einziges Tor.
Bei der Copa América der Frauen 2025 bestritt Kerolin fünf von sechs möglichen Einsätzen und konnte mit der Auswahl den Titel verteidigen. Im Zuge dessen steuerte sie drei Tore bei.

## Erfolge
Nationalmannschaft
- Copa América: 2022, 2025
- Silbermedaille bei den Olympischen Spielen: 2024

Carolina Courage
- NWSL Challenge Cup: 2022, 2023

Auszeichnungen
- NWSL Beste Spielerin: 2023[3]